# Кларк Джеймс Ґейбл
Кларк Джеймс Ґейбл (20 вересня 1988 — 22 лютого 2019)  також відомий як Кларк Ґейбл III, був американським актором, моделлю та телеведучим. Ґейбл був ведучим телевізійного реаліті-шоу Шахраї.

## Життя і кар'єра
Ґейбл був онуком актора Кларка Ґейбла, сином Джона Кларка Ґейбла та Трейсі Яро та молодшим братом акторки Кейлі Ґейбл.  Його вітчимом був колишній басист гурту Чикаґо Джейсон Шефф.
Ґейбл був також підприємцем і бізнесменом. Йому належала бутикова лінія одягу та аксесуарів для чоловічої моди та серфінгу. Він також був президентом інтернет-магазину електроніки ClarkGableSpyGear.com.
Ґейбла заарештовували у 2011 році за скеровування лазерної указки на поліцейський гелікоптер у Лос-Анджелесі. Він визнав свою провину і був засуджений до десяти днів в'язниці та трьох років умовно.
Ґейбл провадив реаліті-шоу Шахраї  (від 13 до 15 сезону).
Дочка Ґейбла Шор ЛаРей Ґейбл народилася 6 вересня 2017 р. 

## Смерть
Ґейбл помер у віці 30 років у пресвітеріанській лікарні Техасу в Далласі 22 лютого 2019 року, після того, як рано вранці його знайшли непритомним. Причиною смерті стало передозування нелегальних препаратів фентанілу, оксикодону та алпразоламу.

## Зовнішні посилання
- Кларк Джеймс Ґейбл на сайті IMDb (англ.)
- Біографія Кларка Джеймса Ґейбла на вебсайті Cheaters
- Кларк Джеймс Ґейбл - Офіційний вебсайт [Архівовано 23 Лютого 2019 у Wayback Machine.]